# Diurético

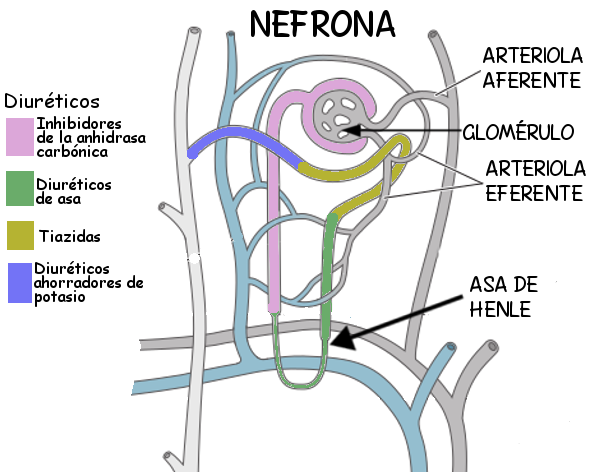
Diagrama que muestra en color dónde actúan diversos tipos de diuréticos

Fármaco que incrementa la tasa de flujo urinario y la excreción de sodio, y se usan para regular el volumen, la composición, o ambos, de los líquidos corporales en diversas situaciones clínicas.

## Tipos de diuréticos empleados en medicina
- Inhibidores del simporte  de Na+, K+, 2Cl- (diuréticos de asa; diuréticos de imite alto).
- Inhibidores del simporte  de Na+,  Cl-  (diuréticos Tiazídicos, derivados de la tiazida).
- Inhibidores de la anhidrasa carbónica.
- Inhibidores de los canales del Na+ del epitelio renal (Diuréticos Ahorradores de potasio)
- Antagonistas de los receptores de mineralocorticoides (antagonistas de la aldosterona; Diuréticos ahorradores de K+)
- Diuréticos Osmóticos.

## Usos
Se utilizan medicinalmente para reducir la hipertensión arterial (solos o en combinación con otras sustancias), en las cardiopatías congestivas, y en todas aquellas situaciones clínicas en las que es necesaria una mayor eliminación de líquidos: edemas (de los miembros inferiores, de pulmón, etc.), accidentes cerebrales vasculares, retorno venoso alterado, cirrosis hepática etc. En general se trata de sustancias de gran efectividad y de bajo costo, por lo cual son imprescindibles en medicina.

## Diuréticos naturales
Muchas sustancias cotidianas como el té, café, la piña, el mate, los espárragos o la borraja son diuréticos suaves, debido a que en su mayoría estos compuestos contienen cafeína o sustancias diuréticas como la teofilina. Se considera al alcohol como diurético, pues actúa inhibiendo la ADH.

## Inconvenientes
Sin embargo, el abuso de diuréticos puede provocar deshidratación, hipotensión, alcalosis hipocalémica, entre otras alteraciones potencialmente severas.

## Diuréticos inhibidores de la anhidrasa carbónica
Bloquean la reabsorción sodio-bicarbonato en los túbulos proximales. La acetazolamida (diamox®) inhibe a la enzima anhidrasa carbónica, que es esencial para la reabsorción de bicarbonato en los túbulos proximales. Estos producen un cierto grado de acidosis debido a la excesiva pérdida de bicarbonato por la orina. 
La inhibición de la anhidrasa carbónica se relaciona con aumento rápido de la excreción urinaria de bicarbonato de sodio (HCO3) hasta un 35% de la carga filtrada.  
- Acetazolamida
- Diclorfenamida
- Metazolamida

### Efectos adversos
Los efectos son poco frecuentes; sin embargo, son fármacos derivados de las sulfamidas, las cuales pueden causar depresión de medula ósea, toxicidad cutánea y lesiones renales. Con altas dosis los pacientes presentan somnolencia. 
Casi todos los efectos adversos, las contra indicaciones e interacciones farmacológicas son consecutivas a la alcalinizaron urinaria o la acidosis metabólica. 

## Inhibidores del simporte  de Na+, K+, 2Cl-(Diuréticos de asa; diuréticos de imite alto).
- Furosemida
- Bumetanida
- Ácido etacrinico
- Torsemida
- Axosemida
- Piretanida
- Tripamida

## Inhibidores del simporte  de Na+,  Cl-(Diuréticos Tiazídicos (derivados de latiazida).
- Bendrofumetiazida
- Clorotiazida
- Hidroclorotiazida
- Hidroflumetiazida
- Politiazida
- Triclormetiazida
- Clortalidona
- Indapamida
- Metolazona
- Quinetazona

## Inhibidores de los canales del Na+del epitelio renal (Diuréticos Ahorradores de potasio)
- Amilorida
- Triamtereno

## Antagonistas de los receptores de mineralocorticoides (antagonistas de la aldosterona; Diuréticos ahorradores de K+)
- Espironolactona
- Canrenoato
- Canrenona
- Eplerenona

## Diuréticos osmóticos.
- Glicerina
- Isosorbida
- Manitol
- Urea

## Farmacología
El tratamiento con diuréticos es un método eficaz para la reducción del efecto de ciertas patologías como la diabetes insípida, edemas, glaucoma.
Los efectos beneficiosos de estos compuestos sobre pacientes que sufren hipertensión arterial están ampliamente estudiados, se ha comprobado que los diuréticos consiguen controlar los valores de presión arterial en un gran número de pacientes, reduciendo la morbi-mortalidad cardiovascular. El problema de este tratamiento se encuentra en la administración de dosis altas de diuréticos, ya que producen cambios en el metabolismo de lípidos e hidratos de carbono, disminución de magnesio y potasio en la sangre. Esto hace que la capacidad de los diuréticos de controlar el riesgo cardiovascular disminuya notablemente. Recientes estudios han demostrado que la utilización de dosis más bajas de estos compuestos mantiene el control sobre la presión arterial sin causar problemas metabólicos o neuroendocrinos. Se especula además en la posible eliminación, a través de la orina, de otras sustancias tales como vitaminas (especialmente las del complejo B) y en algunos casos minerales. Estos efectos reducen las ventajas de los diuréticos para los cardíacos.

## Efectos adversos
Natriuresis: excreción de una cantidad de sodio en orina superior a la normal. Esta patología se ve aumentada en un 40 % por el uso de altas dosis de diuréticos. Utilizando dosis bajas el aumento es muy inferior y con dosis muy bajas la excreción de sodio se mantiene prácticamente constante. Hipokalemia: descenso de los niveles de potasio en el plasma. Resulta de la acción de los diuréticos que promueven el intercambio de sodio por potasio en el riñón. Normalmente, es una patología asintomática que puede corregirse con alimentos ricos en potasio. También se puede minimizar combinado los diuréticos con otros compuestos, por ejemplo, con diuréticos ahorradores de potasio o con bloqueadores beta que reducen la excreción de potasio por el riñón. Alcalosis metabólica: aumento de la basicidad de los fluidos del cuerpo. Es causada por la acción de algunos diuréticos, como los diuréticos del Asa, que excretan más cloro que bicarbonato.Hiperkalemia y acidosis metabólica: producidas por el uso de diuréticos ahorradores de potasio en pacientes con problemas en la excreción del mismo.
Interferencias en el metabolismo de la glucosa: algunos diuréticos como las tiazidas pueden causar hiperglucemia, agravamiento de diabetes mellitus, resistencia a la insulina.
Otros efectos: disminución del sodio sanguíneo debido al tratamiento crónico, incremento de lipoproteínas durante las primeras semanas de tratamiento, disminución de la excreción de calcio debido a la terapia crónica.
La dosis diaria recomendada de diuréticos ha ido bajando con el paso de los años, por ejemplo, la de hidroclorotiazida, en los años sesenta se administraban dosis diarias de hasta 200 mg; en la actualidad las dosis recomendadas son solo de 12.5 mg a 50 mg. Si el diurético se administra combinado con otras sustancias, la dosis empleada es aún menor.